# Beinn Achaladair
Der Beinn Achaladair (auch Ben Achallader) ist ein 1.038 m (3.406 ft)  hoher Berg in Schottland. Sein gälischer Name bedeutet ungefähr Berg am Feld des harten Wassers. Der Berg gehört zu einer Gruppe von vier östlich von Bridge of Orchy liegenden Munros, die zwischen Loch Lyon und Rannoch Moor eine kleine Berggruppe bilden.

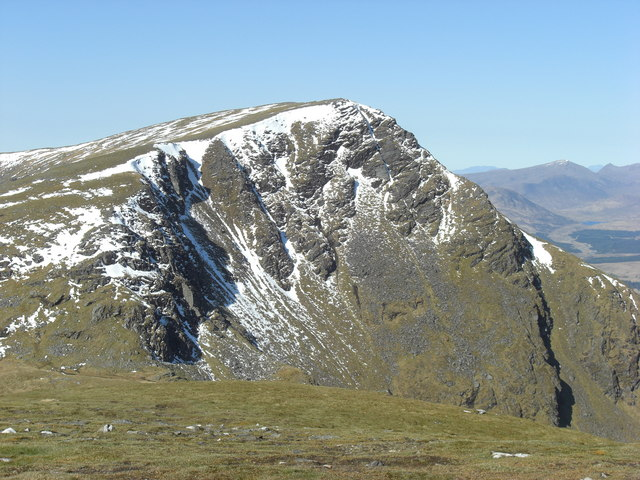
Der Gipfel des Beinn Achaladair von Osten, im Übergang zum Beinn a’ Chreachain

Unter den Bergen in den Bridge of Orchy Hills liegt der Beinn Achaladair am weitesten im Nordwesten, seine steile Nordwestseite ragt weit über Rannoch Moor und Loch Tulla auf. Der Berg ist daher vor allem von der A82, der an Loch Tulla vorbeiführenden Hauptverkehrsstraße zwischen Glasgow und Fort William, gut zu sehen und stellt eine weithin erkennbare Landmarke dar. Die steilen, weitgehend grasbewachsenen Hänge laufen in einem felsigen Gipfelgrat aus, der sich ungefähr über zwei Kilometer in Nord-Süd-Richtung erstreckt. Im Süden läuft der Grat im 1002 m hohen Nebengipfel des South Top aus. Nördlich des höchsten Punkts läuft der Grat allmählich in Richtung Nordosten aus, hier schließt sich der Grat mit dem Übergang zum benachbarten Beinn a’ Chreachain an. Am Fuß des Berges verläuft die West Highland Line. Unterhalb liegt im Norden mit dem Black Wood of Rannoch ein Überbleibsel des früher weite Teile Schottlands bedeckenden Kiefernwalds. Nach Osten besitzt der Beinn Achaladair sanfter verlaufende Grashänge. Hier öffnet sich das Coire nan Clach, das unterhalb des Gipfels diverse kleine Bergseen besitzt. Diese entwässern über das anschließende Gleann Cailliche in das östlich liegende Loch Lyon. Im Südwesten des Berges öffnet sich das zwischen dem Beinn Achaladair und dem benachbarten Beinn an Dòthaidh liegende Corrie Achaladair nach Norden.
Bestiegen werden kann der Beinn Achaladair auf mehreren Routen. Von Norden aus führt ein Zustieg von der Achaladair Farm und der Ruine von Achallader Castle, etwas abseits der A82 nördlich von Bridge of Orchy, nach Süden durch das Corrie Achaladair bis in den Sattel zwischen Beinn Achaladair und Beinn an Dothaid, von dort über den Gipfelgrat wieder nach Norden bis zum höchsten Punkt. Über den beide Munros verbindenden Berggrat besteht auch ein Übergang zum Beinn a’ Chreachain, beide Gipfel werden daher gerne von Munro-Baggern gemeinsam bestiegen.